# Alexandria, Egipt
Alexandria (arabă: الإسكندرية‎ Al Iskandariyya; greacă Αλεξάνδρεια; în coptă: ⲁⲗⲉⲝⲁⲛⲇⲣⲓⲁ, ⲣⲁⲕⲟⲧⲉ Alexandria, Rakotə) este al doilea oraș ca mărime din Egipt după Cairo. Populația numără 5,7 milioane de locuitori. Distanța față de Cairo este de 225 km. Orașul este situat la vărsarea în Marea Mediterană a brațului vestic, componentă a Deltei Nilului. In prezent este port, centru educational, cultural, financiar si economic: ind. petrochimica, a cimentului, alimentara, textila, turism. Portul si-a pierdut din importanta. Șantierele navale de aici sint prea mici pentru industria navala moderna. Cele mai mari nave comerciale prefera sa se îndrepte spre Suez sau spre Damietta, oras modern de pe Nil.
Orasul contemporan se intinde de-a lungul tarmului mediteranean pe o lungime de aproape 30 km. Partea estica a orasului comunica cu partea sa vestica prin intermediul bulevardului Al-Corniche, ce merge de-a lungul tarmului si de pe care se coboara direct pe plaja.

## Istorie
Întemeiat în jurul anului 332 î.Hr. de Alexandru cel Mare, sediu al stăpânirii începând din vremea lui Ptolemeu I 322-285 î.C., Alexandria nu a încetat să se dezvolte în toată perioada greco-romană. Încă din vremea regilor Ptolomeu II și III era un bogat oraș comercial și un renumit centru cultural. În timpul cuceririi arabe, orașul intră în declin, cedând locul cetății Rosette și își reia locul de frunte abia în epoca lui Mehmet-Ali.
Alexandria ocupă un istm stâncos, îngust, situat între Marea Mediterană și lacul Mariut. Orașul vechi este îngropat sub orașul modern și arheologia alexandrină progresează mai ales cu ocazia lucrărilor urbanistice. Pe de altă parte, scufundarea unei fâșii de litoral a făcut să dispară sub apă cea mai mare parte din clădirile elenistice: nu se mai văd nici Farul nici Biblioteca, nici Muzeul. Pe insula Pharos de pe țărmul Alexandriei a existat in Antichitate un far inalt de 135 m, fiind cea mai inalta cladire din acea epoca si cunoscut in istorie ca a 7-a minune a Antichitatii: „Farul din Alexandria”. În vârful său se găsea statuia lui Poseidon, înaltă de 7 m. Biblioteca din Alexandria a fost cea mai mare bibliotecă a Antichității, cu 900.000 de pergamente. Aici lucrau filozofi, matematicieni, poeți, medici. Ei au pus bazele calendarului iulian și ale geometriei moderne. Se mai pot vizita încă Serapeumul cu marea sa coloană numită „a lui Pompei” și subteranele sale, mormintele cu etaj de la Com es-Sugafa și câteva edificii răspândite prin orașul modern. La Muzeul Arheologic din Alexandria se pot urmări între monumentele strict egiptene și vasele și tanagrelele elenistice, toate încercări făcute de artiști — cu prețul unui uimitor sincretism și câteodată a unui penibil prost gust — de a împăca stilurile și ideile religioase ale Orientului cu cele ale Occidentului. Se mai pot vedea monumente ale comunității ebraice, care a fost întotdeauna importantă, și vestigii creștine.

## Personalități născute aici
- Origene (185 - 254), teolog creștin;
- Atanasie din Alexandria (c. 295 - 373), episcop creștin;
- Hypatia din Alexandria (360 - 415), femeie de știință, filozof;
- Claudian (370 - 404), poet roman;
- Chiril al Alexandriei (375 - 444), patriarh al Alexandriei;
- Anghelos S. Vlahos (1915 - 2003), scriitor, diplomat;
- Prințesa Fawzia a Egiptului (1921 - 2013), prima soție a șahului Mohammad Reza Pahlavi;
- Mohamed Al-Fayed (n. 1929), om de afaceri.